# Never Gonna Leave This Bed
Never Gonna Leave This Bed è un singolo del gruppo musicale pop rock statunitense Maroon 5, pubblicato il 1º gennaio 2011 dall'etichetta discografica A&M.
Il brano è stato scritto da Adam Levine e prodotto da Robert John "Mutt" Lange ed è stato estratto come terzo singolo dell'album Hands All Over.
Il brano è stato inviato alle radio il 5 febbraio 2011, mentre il video è stato pubblicato il 6 febbraio successivo.
Nel video ufficiale è presente di nuovo la modella russa Anna V'jalicyna, all'epoca compagna di Levine e già protagonista insieme al frontman in Misery.

## Tracce
Promo - CD-Single (A&M - (UMG)
1. Never Gonna Leave This Bed – 3:19

Standard version
1. Never Gonna Leave This Bed – 3:16
2. Never Gonna Leave This Bed (Serban Pop Mix) – 3:19

## Classifiche
| Classifica (1997) | Posizione raggiunta |
| ----------------- | ------------------- |
| Paesi Bassi       | 29                  |
| Belgio (Fiandre)  | 64                  |
| Stati Uniti       | 69                  |
| Francia           | 82                  |